# Ägir

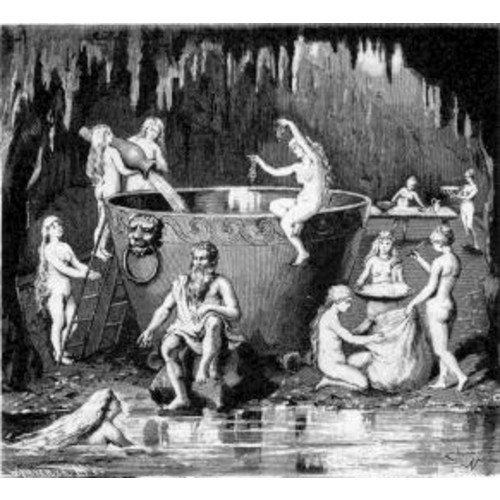
Ægir mit Rán und ihren neun Töchtern

Ägir oder Ægir (anord. für Meer) ist nach der Prosa-Edda in der germanischen bzw. nordischen Mythologie der Name für den Riesen der See. Er wird außerdem auch Gymir oder Hlér bezeichnet. In vielen nordischen Erzählungen ist er der Freund der Götter und bewirtet diese in der Rolle des Gastwirtes.

## Etymologie
Der Name Ägir bezieht sich im Altnordischen auf den Meeresriesen selbst und das Meer sekundär. Der Name hängt mit urgermanisch *ahwō, lat. aqua „Wasser“ zusammen. Es handelt sich folglich um einen Wassermann (lat. Aquarius). Die dänische Insel Læsø gilt als seine Heimstatt.

## Bedeutung des Ägir in der Mythologie
Ägir ist ein Meeresriese, der den Asen nahesteht, aber dem älteren Geschlecht der Jötunn angehört, und in der nordischen Mythologie die Züge eines Meeresgotts annimmt. Er ist der Sohn des Miskorblindi bzw. Fornjótr. Seine beiden Brüder sind Logi, das Feuer, und Kari, der Wind. Er ist Vater von neun Töchtern, den Ägirstöchtern (Angeyja, Atla, Eistla, Eyrgjafa, Gjálp, Greip, Imðr, Járnsaxa und Úlfrún), die verschiedene Arten von Meereswellen darstellen (neben diesen Namen nennt Snorri aber andere: Bára, Blóðughadda, Bylgja, Dúfa, Hefring, Himinglæva, Hrönn, Kolga und Uðr). Seine Gattin ist die Meeresgöttin Rán. Er wohnt auf der Insel, die Hlésey genannt wird, und ist sehr weise. Da die Menschen glaubten, dass Ägir sein Unterwasserreich nur verließ, um Schiffe und ihre Besatzung zu vernichten, wurden ihm vor Antritt einer Seereise Gefangene geopfert, um eine sichere Überfahrt zu gewährleisten.

## Ægir als Gastgeber
In der Einleitung zur Lokasenna in der Edda steht:
Ægir, der mit einem anderen Namen Gymir hieß, hatte den Asen Bier bereitet, nachdem er den großen Kessel erhalten hatte, wie es eben erzählt wurde. Zu diesem Gastmahl kam Odin und Frigg, seine Frau. Thor kam nicht, denn er war auf einer Fahrt in den Osten. Sif war dort, Thors Frau, Bragi und Idun, seine Frau.

## Ägir in der Literatur
Ägir findet sich häufig in den Erzählungen der Edda, die kurz nach der Christianisierung Islands geschrieben wurde. Er tritt hier immer wieder als Freund der Götter und als Wirt in Erscheinung. Im restlichen Skandinavien ist er auch fester Bestandteil des Kultes. [Keningar, Egill, Sonatorrek (8), Grm (45), Skaldsk (1)(23) usw.] In den Texten zur norwegischen Urgeschichte wird Ägir/Hlér beispielsweise als Sohn des Fornjótr bezeichnet und gibt uns ein gutes Beispiel dafür, dass die nordische Mythologie vielfältig ist.
Im Oktober 1894 erschien im Berliner Musikverlag Ed. Bote & G. Bock das Poem »Sang an Aegir« mit folgender Angabe: »Dichtung und Composition von S. M. dem Deutschen Kaiser, Koenig von Preussen, Wilhelm II«. Die erste Aufführung des Opus erfolgte am 9. Juni 1894 bei einem Hofkonzert in Potsdam.

## Männlicher Vorname
Ægir ist ein männlicher Vorname in Dänemark, Norwegen, Island und auf den Färöern. In Schweden verwendet man die Form Ägir oder Aegir.